# Persicoptila
Persicoptila é um gênero de traça pertencente à família Cosmopterigidae.